# 車貞媛
車貞媛（韓語：차정원，1989年10月18日—），韓國女演員。

## 演出作品

### 劇集
| 年份 | 播放平台  | 劇名                      | 角色           | 備註 |
| 2014 | Kakao TV  | 《善男善女》              | 女子2號-吝嗇鬼 | 主演 |
| 2015 | Naver TV  | 《人生補時》              | 朴閔芝         | 配角 |
| 2015 | KBS2      | 《拜託了，媽媽》          | 銀河           |      |
| 2015 | MBC       | 《她很漂亮》              | 鄭善敏         | 配角 |
| 2016 | SBS       | 《羅青廉議員綁架事件》    | 朴刑警         | 配角 |
| 2016 | KBS2      | 《Master—麵條之神》       | 春子           |      |
| 2017 | SBS Plus  | 《星期三下午3點30分》     | 孔娜妍         | 主演 |
| 2017 | SBS       | 《當你沉睡時》            | 柳秀靜         | 客串 |
| 2017 | OnStyle   | 《Oh！ 半地下室的女神們》 | 表恩           | 主演 |
| 2018 | tvN       | 《武法律師》              | 姜妍熙         | 配角 |
| 2019 | MBC       | 《特別勞動監督官趙掌風》  | 金志蘭         | 配角 |
| 2019 | SBS       | 《絕對達令》              | 白奎麗         | 配角 |
| 2020 | Channel A | 《怪咖！文主廚》          | 林賢雅         | 配角 |
| 2024 | tvN       | 《玩家2》                 | 姜智愛         | 客串 |

### 電影
| 年份 | 片名                     | 角色 | 性質 | 備註   |
| 2012 | 《一千零一魘》           | 敏珠 | 配角 | [ 13 ] |
| 2025 | 《崩盤：生意失敗的男人》 | 景珍 | 主演 | [ 14 ] |

## 獎項榮譽
| 年份 | 頒獎典禮           | 獎項                    | 結果 | 參考   |
| 2018 | 第16屆年度品牌大賞 | Beauty Icon of the Year | 獲獎 | [ 15 ] |

## 外部連結
- 官方网站
- 車貞媛的Instagram帳戶
- 車貞媛在NAVER上的资料
- 車貞媛在Daum上的资料
- 車貞媛在互联网电影资料库（IMDb）上的資料（英文）
- 車貞媛在HanCinema的頁面（英文）